# Tarmanni

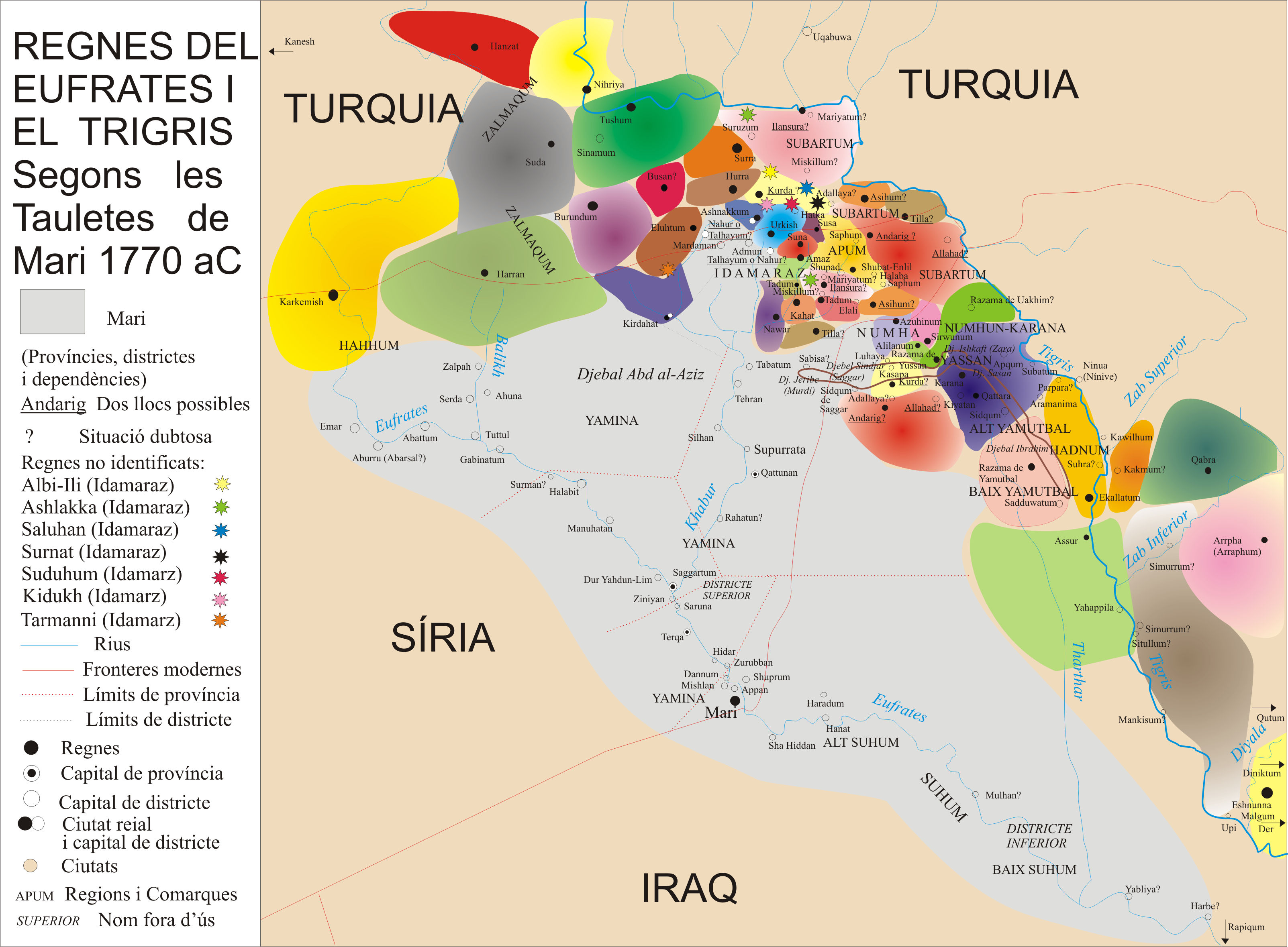
Mapa

Tarmanni fou una ciutat estat o regne del segle xviii aC que va existir a la regió d'Idamaraz (triangle del Khabur), en situació que no s'ha pogut determinar de moment, que fou vassall de Zimrilim de Mari. Als seus habitants se'ls anomena com tarmanneus.
El nom de la ciutat vol dir "font" o més precisament "deu" en hurrita el que suggereix que la ciutat era hurrita i hauria estat fundada doncs entre dos i quatre segles abans. El seu rei era Tamarzi que juntament als reis d'Ashnakkum, Kirdahat i Shuduhum va anar a retre homenatge a Zimrilim.